# Vic Sarin
Vic Sarin est un directeur de la photographie, réalisateur, producteur et scénariste canadien, né en 1945 dans le Cachemire en Inde.

## Filmographie

### comme directeur de la photographie
- 1975 : The Insurance Man from Ingersoll (TV)
- 1975 : The Naked Peacock
- 1977 : Someday Soon (TV)
- 1977 : The Fighting Men (TV)
- 1979 : The Wordsmith (TV)
- 1979 : Riel (TV)
- 1979 : Crossbar (TV)
- 1980 : War Brides (TV)
- 1981 : Heartaches
- 1982 : Bix
- 1982 : Hugh MacLennan: Portrait of a Writer
- 1983 : Rumours of Glory (TV)
- 1984 : Charlie Grant's War (TV)
- 1985 : Turning to Stone (TV)
- 1985 : The Suicide Murders (TV)
- 1985 : Going to War
- 1985 : The Canadian Observer: An Introduction to Hugh MacLennan
- 1986 : Loyalties
- 1986 : The Last Season
- 1986 : Dancing in the Dark
- 1987 : Nowhere to Hide
- 1988 : Family Reunion
- 1988 : Namumkin
- 1989 : A Moving Picture (TV)
- 1989 : Love and Hate: The Story of Colin and Joanne Thatcher (TV)
- 1989 : The Long Road Home
- 1989 : Divided Loyalties
- 1989 : Cold Comfort
- 1989 : Bye Bye Blues
- 1989 : Norman's Awesome Experience (en)
- 1992 : On My Own
- 1992 : Millennium: Tribal Wisdom and the Modern World (série télévisée)
- 1992 : The David Milgaard Story (TV)
- 1992 : Artemisia (TV)
- 1993 : Tapoori
- 1993 : Spenser: Ceremony (TV)
- 1993 : God's Dominion: Shepherds to the Flock
- 1993 : Cold Sweat
- 1993 : The Burning Season
- 1994 : Spenser: Pale Kings and Princes (TV)
- 1994 : Whale Music
- 1995 : Spencer: Cité sauvage (Spenser: A Savage Place) (TV)
- 1995 : Not Our Son (TV)
- 1995 : Wounded Heart (TV)
- 1995 : Margaret's Museum
- 1996 : Urban Safari
- 1996 : Salt Water Moose
- 1996 : Cœurs à la dérive (Hearts Adrift) (TV)
- 1997 : The Hidden Dimension
- 1998 : The Waiting Game (TV)
- 1999 : Sea People (TV)
- 2001 : Recipe for Murder (TV)
- 2004 : Love on the Side
- 2007 : Partition

### comme réalisateur
- 1980 : Passengers (TV)
- 1984 : The Other Kingdom (TV)
- 1985 : Spenser (Spenser: For Hire) (série télévisée)
- 1985 : Alfred Hitchcock présente (Alfred Hitchcock Presents) (série télévisée)
- 1987 : So Many Miracles
- 1989 : Cold Comfort
- 1992 : Millennium: Tribal Wisdom and the Modern World (série télévisée)
- 1992 : The David Milgaard Story (TV)
- 1994 : Trial at Fortitude Bay (en) (TV)
- 1994 : Spenser: Pale Kings and Princes (TV)
- 1995 : Wounded Heart (TV)
- 1996 : The Legend of Gator Face
- 1996 : Cœurs à la dérive (Hearts Adrift) (TV)
- 1997 : In His Father's Shoes (TV)
- 1998 : The Waiting Game (TV)
- 1998 : Harlequin - Trop belle pour mourir (Hard to Forget) (TV)
- 1999 : Sea People (TV)
- 1999 : Hope Island (en) (série télévisée)
- 2000 : Left Behind (vidéo)
- 2001 : Recipe for Murder (TV)
- 2002 : Flatland (série télévisée)
- 2004 : Love on the Side
- 2005 : Murder Unveiled (TV)
- 2007 : Partition
- 2013 : Mauvaise influence (A Mother's Nightmare) (TV)
- 2013 : Ma sœur, mon pire cauchemar  (A Sister's Nightmare) (TV)
- 2014 : Un homme inquiétant (A Daughter's Nightmare) (TV)
- 2017 : Un terrible secret (A Surrogate's Nightmare) (TV) :

### comme producteur
- 2004 : Love on the Side
- 2006 : Civic Duty

### comme scénariste
- 2007 : Partition